# Айнишах-султан
Айнишах султан (пом. після 1512 р. імовірно Бурса, Османська імперія) - дочка Баязида II та Ширін-хатун або Нігяр-хатун. 

## Біографія
Айнишах-султан була однією з дочок султана Баязида II. Матір'ю Айнишах за версією Ентоні Алдерсон була Нігяр-хатун, тоді як Чагатай, ґрунтуючись на похованні Айнишах в мавзолеї Ширін-хатун, і Недждет Сакаоглу називають Ширін матір'ю Айнишах. Сакаоглу також пише, що в Sicill-i Osmani Сюрейі Мехмед-бея дочка султана названа «Айнишах», тоді як Алдерсон називає її «Хатідже»; Сакаоглу вважає, що дочка Баязида в дійсності носила подвійне ім'я - «Хатідже Айнишах».
Згідно Чагатаю, в 1490 році Айнішах була видана заміж за Гедек Ахмеда, сина Угурлу Мехмед-бея, принца з династії Ак-Коюнлу, і Гевхер-хатун, дочки султана Мехмеда II. Сакаоглу пише, що шлюб відбувся раніше - в 1489 році. І Улучай і Сакаоглу посилаються на працю Ашікпашазаде; ймовірно плутанина в датах виникла при перекладі з ісламського літочислення в григоріанське. Крім того, Сакаоглу пише про те, що Гедек Ахмед багато часу проводив при османському дворі і зупинявся в султанських палацах, і цілком можливо весілля відбулося кількома роками раніше. Чоловік Айнишах в 1497 році захопив трон Ак-Коюнлу, однак правління його було недовгим: він почав реформи, спрямовані на створення сильної централізованої держави, але сім місяців по тому загинув в боротьбі з феодалами.
Айнишах вела переписку зі своїм батьком Баязидом II і братом Селімом I; так, зберігся лист Айнишах від 1512 року, в якому вона вітає єдинокровного брата з сходженням на престол. Крім того, Айнишах, як і багато дочок султанів, займалася благодійністю: вона була ініціатором будівництва мектеби при медресе Бешира-аги в районі Еміньоню в Стамбулі, а також заснувала благодійний фонд в 1506 році, який забезпечував роботу мектеби.
Точні дата і місце смерті Айнишах невідомі, проте Недждет Сакаоглу передбачає, що вона померла після 1512 року в Бурсі.Імовірно, вона була похована в мавзолеї Ширін-хатун в Бурсі; Недждет Сакаоглу пише, що існує дві версії про поховання Айнишах: в тюрбе матері в Бурсі і при мектебе в Стамбулі .

## Діти
Кількість дітей Айнишах і Гедек Ахмеда згідно з різними джерелами різниться. Так, Ентоні Алдерсон називає єдиною дитиною Айнишах сина Зейнеддіна. Чагатай пише про двох дочок Айнишах, одна з яких була одружена з Ях'япашазаде Малкочоглу Балі-беєм, а інша - за «сином султана Ахмеда Алаеддін (Алі)». Недждет Сакаоглу повідомляє про сина Зейнеддіна і дочку, яка була одружена з Ях'япашазаде.